# Chrysopa gratiosa
Chrysopa gratiosa är en insektsart som först beskrevs av Luisa Eugenia Navas 1933.  Chrysopa gratiosa ingår i släktet Chrysopa och familjen guldögonsländor. Inga underarter finns listade i Catalogue of Life.